# مارك كريستوفر
مارك كريستوفر (بالإنجليزية: Mark Christopher)‏ هو كاتب سيناريو ومخرج أمريكي، ولد في 8 يوليو 1963 في فورت دودج في الولايات المتحدة.

## وصلات خارجية
- مارك كريستوفر على موقع IMDb (الإنجليزية)
- مارك كريستوفر على موقع ألو سيني (الفرنسية)
- مارك كريستوفر على موقع أول موفي (الإنجليزية)
- مارك كريستوفر على موقع قاعدة بيانات الأفلام السويدية (السويدية)
- مارك كريستوفر على موقع قاعدة بيانات الفيلم (الإنجليزية)
- مارك كريستوفر على موقع كينوبويسك (الروسية)